# 奥尔山 (里昂大都会)
奥尔山（法語：monts d'Or、，法語發音：[mɔ̃ dɔʁ]）是法国奥弗涅-罗讷-阿尔卑斯大区里昂大都会的一个小型山块，位于里昂西北部，东临索恩河，南北长约10千米。

## 地名
“奥尔山”（monts d'Or）一名的来源说法不一，有观点认为其意为“金色的山”（mont doré），得名于岩石的颜色；也有观点认为“d'Or”本应写作“Dore”，其来自凯尔特语，意为“水”。